# Вельнянка
Вельнянка (Вельня) — река в Монастырщинском районе Смоленской области России, левый приток среднего течения Вихры.
Длина реки составляет 16 км. Площадь водосбора — 60,8 км².
Начинается в лесистой местности восточнее урочища Барсуки. Далее течёт в общем направлении на северо-запад мимо села Любавичи и деревень Старышовка и Слобода. В низовье поворачивает на север и сливается с Вихрой на высоте 160 м над уровнем моря, северо-восточнее деревни Полом.
Имеет 5 притоков общей длиной 8 км.